# Kleinstkapitalgesellschaften-Bilanzrechtsänderungsgesetz
Mit dem Kleinstkapitalgesellschaften-Bilanzrechtsänderungsgesetz (MicroBilG) werden die Vorgaben der Richtlinie 2012/6/EU in deutsches Recht umgesetzt. Hierdurch wurden unter anderem Regelungen für Kleinstkapitalgesellschaften im Handelsgesetzbuch und Aktiengesetz vereinfacht.

## Inhalt
Kleinstbetriebe unterliegen derzeit umfangreichen Vorgaben für die Rechnungslegung, sofern sie in der Rechtsform einer Kapitalgesellschaft oder einer Personenhandelsgesellschaft, bei der keine natürliche Person voll haftet, organisiert sind. Während Einzelkaufleute bereits mit dem Bilanzrechtsmodernisierungsgesetz (BilMoG) von der Buchführung und der Pflicht zur Aufstellung von Jahresabschlüssen befreit werden konnten, standen einer Entlastung der Kleinstkapitalgesellschaften bisher zwingende europarechtliche Vorgaben entgegen.
Der Gesetzgeber verfolgt mit dem MicroBilG das Ziel, über 500.000 Kleinstunternehmen in Deutschland bei der Erstellung des Jahresabschlusses zu entlasten, ohne dabei das Informationsinteresse von Eigenkapital- und Fremdkapitalgebern der betreffenden Gesellschaften sowie der Allgemeinheit im Hinblick auf die relevanten Jahresabschlussdaten zu vernachlässigen. Dabei erhofft sich der Gesetzgeber durch das MicroBilG Kosteneinsparungen bei den betreffenden Unternehmen von insgesamt 36 Millionen Euro. Den geplanten Ersparnissen soll ein einmaliger Umstellungsaufwand in Höhe von 9 Millionen Euro gegenüberstehen.

## Größenkriterien
Eine Kleinstkapitalgesellschaft im Sinne des § 267a HGB liegt vor, wenn die betreffende Gesellschaft zwei der drei nachstehenden Merkmale an zwei aufeinanderfolgenden Geschäftsjahren (vgl. § 267a Abs. 1 HGB i. V. m. § 267 Abs. 4 HGB) nicht überschreitet (Für Neugründungen etc. vgl. auch § 267 Abs. 4 HGB):
- 350.000 EUR Bilanzsumme
- 700.000 EUR Umsatzerlöse
- Im Jahresdurchschnitt zehn Arbeitnehmer

## Vorgesehene Erleichterungen
Wenn eine Kapitalgesellschaft nach den oben aufgeführten Größenkriterien als Kleinstkapitalgesellschaft einzuordnen ist, sieht das MicroBilG für die betreffenden Unternehmen folgende Erleichterungen vor:
- Verzicht auf die Aufstellung eines Anhangs, wenn bestimmte Angaben unterhalb der Bilanz gemacht werden
- Aufstellung einer vereinfachten Bilanz (nur die Buchstabenpositionen)
- Verkürzte Darstellung der Gewinn- und Verlustrechnung mit acht Zeilen
- Verzicht auf die Offenlegung des Jahresabschlusses – stattdessen nur Hinterlegung der Bilanz

Nach Inkrafttreten des MicroBilG ist es für Kleinstkapitalgesellschaften zur Erfüllung ihrer handelsrechtlichen Offenlegungspflichten ausreichend, nur noch eine Hinterlegung der Bilanz beim Unternehmensregister in elektronischer Form vorzunehmen. Eine Veröffentlichung des Jahresabschlusses im Bundesanzeiger ist dann nicht mehr notwendig.
Eine Einsichtnahme in die hinterlegten Bilanzen ist zwar weiterhin grundsätzlich jedermann gestattet, allerdings ist dies für Dritte nach Inkrafttreten des MicroBilG nur noch auf Antrag möglich und zudem kostenpflichtig. Durch das MicroBilG wird eine Veröffentlichung der Unternehmensdaten damit nicht vollkommen verhindert. Allerdings ergeben sich für den interessierten Bilanzleser zusätzliche Barrieren, um auf die gewünschten Bilanzen zugreifen zu können.
Den vorgesehenen Erleichterungen stehen praktische Anforderungen entgegen. So bedürfen die steuerliche Buchführung und bspw. die Erstellung der E-Bilanz einer gewissen Detailtiefe. Zudem werden Banken weiterhin aussagekräftige Jahresabschlussinformationen anfordern, sodass Kleinstkapitalgesellschaften unter Umständen nicht alle vorgesehenen Erleichterungen des MicroBilG auch in der Praxis umsetzen können.

## Inkrafttreten
Im Einführungsgesetz zum Handelsgesetzbuch (EGHGB) finden sich in Art. 70 EGHGB Übergangsregelungen zum MicroBilG. Nach Art. 70 Abs. 1 EGHGB gelten die Erleichterungen für Kleinstkapitalgesellschaften bei der Rechnungslegung nach § 264 Absatz 1, § 266 Absatz 1, §§ 267a, 275 Absatz 5, § 325a Absatz 2, § 326 Absatz 2 und die Änderungen der §§ 8b, 9, 253, 264 Absatz 2, der §§ 264c, 276, 328, 334 und 335 des Handelsgesetzbuchs in der Fassung des Kleinstkapitalgesellschaften-Bilanzrechtsänderungsgesetzes erstmals für Jahres- und Konzernabschlüsse, die sich auf einen nach dem 30. Dezember 2012 liegenden Abschlussstichtag beziehen. Die betroffenen Kapitalgesellschaften sollen von den durch das MicroBilG vorgesehenen Erleichterungen möglichst schnell profitieren können. Die meisten Erleichterungen sind somit erstmals für das Geschäftsjahr 2012 anwendbar.